# روتنیک

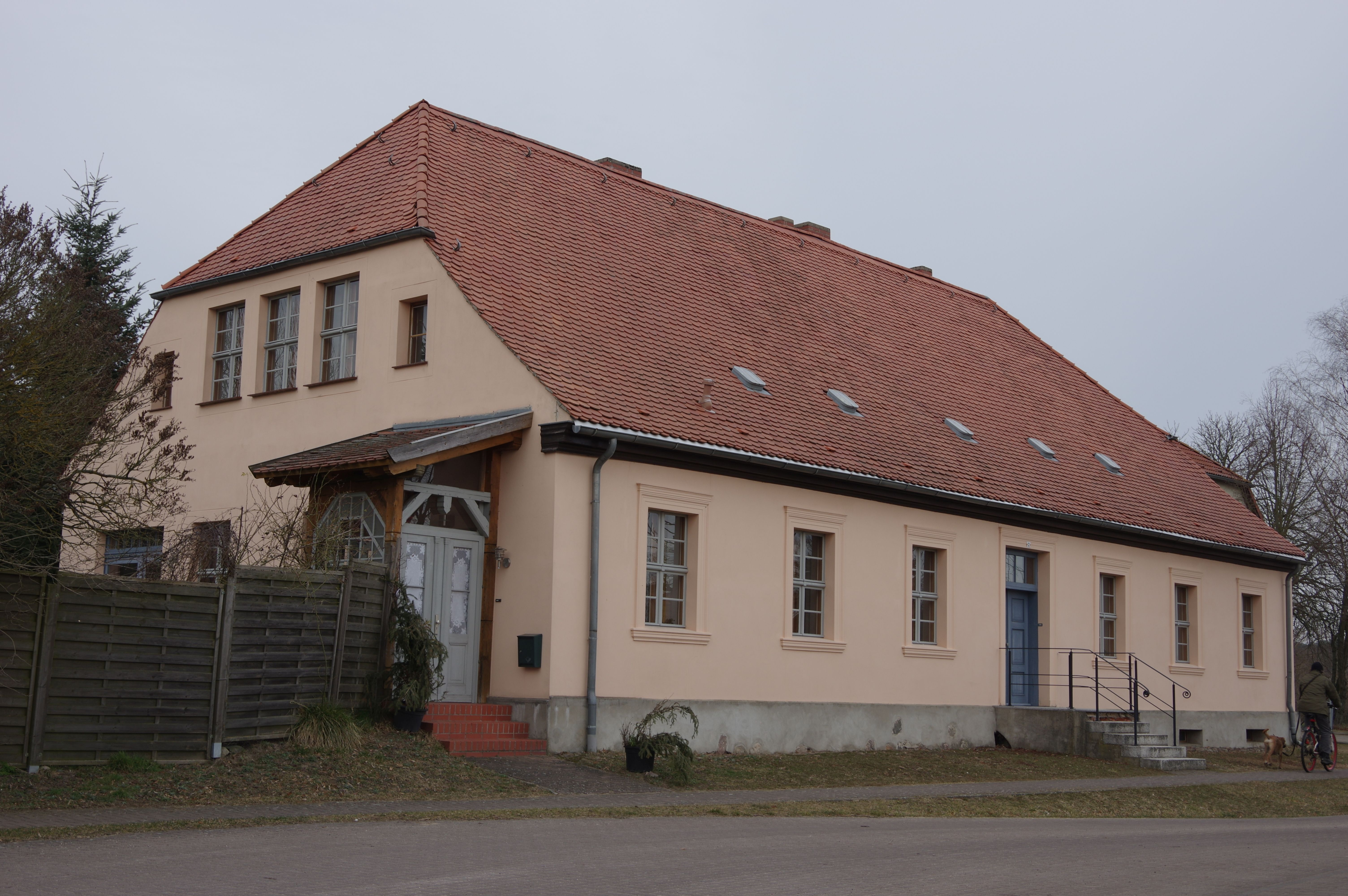
نمایی از ساختمان‌های شهر روتیک

روتنیک (به آلمانی: Rüthnick) یک شهر در آلمان است که در اوست‌پریگنیتس-روپین واقع شده‌است. روتنیک ۴۹۱ نفر جمعیت دارد.